# Nomen correctum
Nomen correctum (meervoud: nomina correcta) is een term uit de zoölogie en duidt op een gecorrigeerde binominale naam.
Bij het geven van een binominale naam aan een diersoort worden soms fouten gemaakt. Zo'n naam geldt, als hij overigens aan de publicatie-eisen voldoet, als nomen imperfectum, "onvolmaakte naam". De Code (ICZN) staat soms toe die te verbeteren (correctum betekent: "verbeterd"). Voor 2000 mochten foute Latijnse uitgangen worden aangepast; omdat dit nogal eens nodig was, heeft men erna maar van afgezien ter wille van de stabiliteit. Verplicht is nog steeds het verwijderen van diakritische tekens — die het Latijn immers niet kent — en ook een correctie van de afleiding van taxa hoger dan de rang van familie is nog mogelijk.
nomen ambiguum · nomen conservandum · nomen correctum · nomen dubium · nomen oblitum · nomen novum · nomen nudum
 homoniem · protoniem · synoniem (dierkunde)